# بليكاناتيد
بليكاناتيد (بالإنجليزية: Plecanatide)‏ هو دواء يُستعمل في علاج:
- الإمساك (منذ 18 يناير 2017)[5]